# Fuciniceras
Fuciniceras Haas, 1913 è un genere di ammoniti. Si tratta di forme tipicamente tetidee mediterranee che comprendono specie fossili guida e indicatori zonali. 
Il nome del genere deriva dal paleontologo italiano Alberto Fucini, che ha descritto e figurato varie specie nel 1900. La specie tipo, F. lavinianum è il principale indicatore cronologico della base del Pliensbachiano superiore (= Domeriano). La specie si trova ivi insieme ad altre, tra cui molto frequente è F. portisi nell'Appennino umbro-marchigiano. Caratterizza la "Corniola" calcarea marnosa (talora nelle Marche  di color rosso come quello del "Rosso Ammonitico", Toarciano) nodulare. F. lavinianum e portisi sono accompagnate da l'ammonite, anch'esso indicatore cronostratigrafico, Cetonoceras psiloceroide (Fucini, 1905)

## Descrizione
(da Venturi e al. 2010 e da Howarth 2013, modificata)
Conchiglie mediamente involute con sezione dei giri subrettangolare alta, oppure subtrapezoide-ogivale. L'area ventrale è percorsa medialmente da una carena (cava), spesso mancante sui modelli interni fragmoconi; ai lati della carena i solchi sifonali sono talora presenti stretti e poco incisi (es. F. lavinianum e F. cornacaldense), oppure possono mancare (F. portisi, F. isseli e F. costicillatum). Le coste sono tese sui lati dei giri e poco proiettate, terminanti bruscamente; il loro segmento interno è attenuato. Suture settali, formula lobale tipica degli Hildoceratidae, relativamente poco frastagliate con lobo E più corto di L, slargato distalmente, e lungo il doppio di U2. Sella ES larga circa il doppio di LS1, con uno o due lobi accessori, obliqua. Qui a lato nel template è figurato un esemplare proveniente dalla vallata del f. Candigliano presso Piobbico (Marche nord). Questo presenta molti caratteri tipici del genere.

### Tassonomia
Al genere appartengono varie specie tipicamente italiane e tetidee, scoperte da Fucini: oltre a quella tipica di riferimento, F. lavinianum; F. portisi, F. isseli, F. costicillatum, F. inclytum, F. brevispiratum. Tutte le  specie sono domeriane tranne la F. costicillatum che è carixiana.